# 上近滨海帶

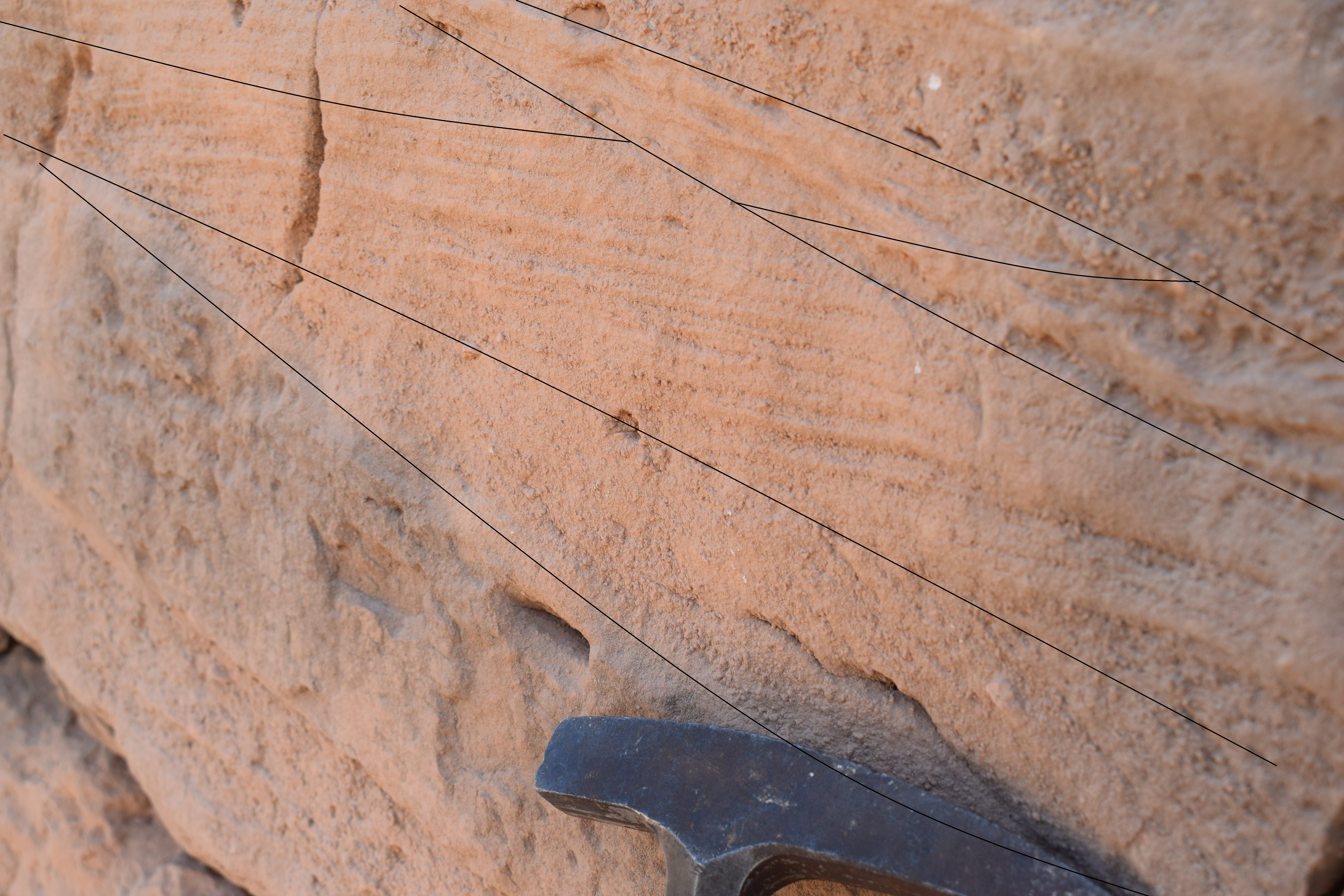
上近滨海帶砂岩的交錯層理

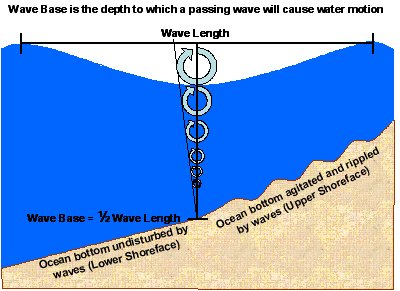
波蚀基面示意圖.

上近滨海帶（英語：Upper shoreface）是指可以受到日常波浪作用的攪動的淺的海底部分，即波蚀基面之上的海滩地带 。其下為下近滨海帶.

## 流體運動
下近滨海帶環的海底的具有持續的波浪攪拌，導致沉積物的小顆粒被篩出境外，只留下那些重量大、波浪無法使其懸浮的顆粒。

## 影響深度
當波浪經過時，海水分子會做垂直圓週運動。且水分子的運動圓半徑隨著深度而減少。波浪影響的最大深度是波長的一半。在該深度以下，當波浪經過時，水保持靜止。
例如，在 1 英尺（0.30 m）深的水池中，波長為 1 英尺（0.30 m）的波浪將無法引起底部水的運動。然而，波長為 2 英尺（0.61 m）的波浪引起底部水的運動。

## 參看
- 波散（Dispersion）
- 下近滨海帶